# Landmann (Wernigerode)
Der Landmann ist ein Waldgebiet südwestlich von Wernigerode im Harz, nach dem u. a. auch die Landmannklippe und die Landmanngleie benannt sind.

## Geschichte
Ursprünglich gehörte dieses Gebiet zum Reichsbannforst, dann wurden die Grafen von Wernigerode von den deutschen Kaiser und Königen damit belehnt. Sie waren wie jedes regierende Herrschergeschlecht bemüht, ihren Einfluss auszudehnen und das Gebiet ihrer Grafschaft abzurunden. Im Harzvorland besaßen sie in verschiedenen Dörfern am Fuße des Huys Grundbesitz. Diese Dörfer gehörten jedoch zum Grafschaftsbezirk der Grafen von Regenstein. Durch einen geschickten Schachzug versuchten die Grafen von Wernigerode, die Untertanen dieser Dörfer enger an sich zu binden, indem sie den dortigen Bauern Holznutzungsrechte in ihren Harzwäldern einräumten. So wird im Jahre 1253 bereits der Hadebergeberg genannt, der noch heute unter dem Namen Heudeberberg bekannt ist und sich südlich vom früheren Kloster Himmelpforten (Harz) erstreckt. Hier hatte das regensteinische Dorf Heudeber Holznutzungsrechte. Weitere Dörfer erhielten von den Grafen von Wernigerode derartige Rechte in den Wäldern rechts und links der Holtemme und im Drängetal zugeteilt. Neben Heudeber gehörten Reddeber, Danstedt, Ströbeck, Athenstedt, Aspenstedt, Sargstedt und Runstedt dazu. Diese Gemeinden hatten in einem abgegrenzten Waldbezirk gewisse Berechtigungen, für die sich der Ausdruck Achtwort herausprägte. Am 6. Mai 1867 erloschen die Rechte dieser einstigen mittelalterlichen Waldgenossenschaft.